# Erichia longicornis
Erichia longicornis är en skalbaggsart som beskrevs av Edmund Reitter 1895. Erichia longicornis ingår i släktet Erichia och familjen lerstrandbaggar. Inga underarter finns listade i Catalogue of Life.